# Passo do Marchairuz
O passo do Marchairuz  (em francês:  Col du Marchairuz) é uma  colo de montanha do maciço do Jura, na Suíça, que culmina a 1 447 m e que no cantão de Vaud liga Le Brassus na vale de Joux com Saint-George (Vaud) do lado do lago Lemano.
Acessível desde Bière, o colo atinge-se depois de 18 k desta localidade com  desníveis de 7 %